# Eisfuchs (Schiff)
Die Eisfuchs war der erste deutsche Eisbrecher und gilt auch als weltweit erstes Schiff, bei dessen Bau die wesentlichen Konstruktionsprinzipien von Fahrzeugen dieser Art angewandt wurden.

## Geschichte
Nachdem der Kronstädter Kaufmann Michail Britnew den von ihm betriebenen Schleppdampfer Pilot zum ersten erfolgreichen Eisbrecher moderner Bauart umrüsten ließ, führte das zwar zu aufmerksamem Interesse in einigen Ostseeanrainerstaaten, doch gab es zunächst keine direkten Nachahmer.
Im Eiswinter 1869/70 führte das Einfrieren von neun Dampfern auf der Elbe allerdings zu einem Versuch, die Pilot für Hamburg zu erwerben, dieser schlug aber fehl. Erst der darauf folgende und nochmals erheblich schwerwiegendere Eiswinter führte in Hamburg zu einem neuen Anlauf zum Bau des ersten deutschen Eisbrechers. Am 16. Februar 1871 trafen in Hamburg Vertreter mehrerer Behörden und Gesellschaften zur Gründung des Comité für die Beseitigung künftiger Eissperren auf der Elbe zusammen. Zunächst wurde ein Wettbewerb ausgeschrieben, bei dem 24 Entwürfe eingelieferte wurden. Den Siegerentwurf lieferte der Konstrukteur Carl Ferdinand Steinhaus (1826–1899), der vermutlich die grundlegenden Ideen seines Geschäftspartners Johann Heinrich Grell (1824–1898) übernommen hatte. Den Bau des Schiffes übernahm die Hamburger Reiherstieg Schiffswerfte & Maschinenfabrik.
Das Schiff war der erste wirkliche Eisbrecher in Europa mit einem löffelförmig geschwungenen Bug, mit dem sich das Schiff aufs Eis schieben konnte und danach durch sein Eigengewicht das Eis brach. Das Konzept war so erfolgreich, dass alle weiteren Eisbrecher im Hamburger Hafen nach diesem Muster gebaut wurden.
Am 8. Dezember 1871 übernahm das Komitee das auf den Namen Comité getaufte Schiff. Die HAPAG, die auch einen Teil der Baukosten getragen hatte, übernahm anfangs die Bereederung, kündigte aber nach Streitigkeiten mit dem Komitee über die Nutzung des Schiffes den Vertrag. Das Komitee unternahm daraufhin mehrere Versuche, das Schiff unter die Eignerschaft des Hamburger Senats zu bringen, dieser ließ sich aber erst im Winter 1875/76 von der guten Verwendungsfähigkeit der Comité überzeugen und übernahm das Schiff als Eisbrecher No.1. Als solcher wurde das Schiff auf der Elbe von Hamburg bis zur Mündung eingesetzt. 1877 wurde der nahezu baugleiche Eisbrecher No.2 und 1892 der wesentlich größere Eisbrecher No.3 in Dienst gestellt. 1918 wechselte der Name erneut auf Eisfuchs und das Schiff wurde nach dem Staatsvertrag zum Übergang der Wasserstraßenverantwortung auf das Reich von 1922 von der Wasserstraßendirektion Hamburg betrieben. Als Eisfuchs überstand das Schiff den Zweiten Weltkrieg und wurde bis 1956 betrieben, bevor es außer Dienst gestellt und in Hamburg-Harburg verschrottet wurde. Zeitgleich befand sich der Nachfolger gleichen Namens bereits bei der Hitzler-Werft in Lauenburg im Bau.